# Rue des Enfants-Rouges
Pour les articles homonymes, voir Enfants-Rouges.
La rue des Enfants-Rouges est une ancienne rue de Paris aujourd'hui disparue. C’est depuis 1874 une portion de la rue des Archives.

## Situation
Longue de 92 m, la rue commençait au 22, rue Pastourelle et au 10, rue d'Anjou, pour finir au 11, rue Portefoin et au 2, rue Molay.

## Origine du nom
Elle doit son nom à la présence de l'hospice des Enfants-Rouges, dont les vestiges sont visibles au 90, rue des Archives. Son nom subsiste dans le marché des Enfants-Rouges.

## Historique
Elle était à l'origine une section de la rue du Grand-Chantier.
Après la fondation de l'hospice des Enfants-Rouges, la rue prend le nom de ce dernier en 1536. Après la disparition de l'établissement, réuni à l'hôpital des Enfants-Trouvés de Paris, elle reprend son nom d'origine. 
Elle est citée sous le nom de « rue des Enffens rouges » dans un manuscrit de 1636.
La largeur de la rue est fixée à 8,50 m en 1799 et 11 m en 1835. L'alignement de la rue pour former un grand axe traversant le Marais est déclaré d'utilité publique le 23 mai 1863. Cet alignement n'a toutefois pas été exécuté.
En 1805, elle est de nouveau dénommée « rue des Enfants-Rouges ».
La rue est incorporée à la rue des Archives en 1874.